# Т-404 (тральщик, 1935)
«Щит», «Т-404», «БТЩ-404» — базовый тральщик проекта 3 типа «Фугас», военный корабль Черноморского флота СССР, заложен в Севастополе на Севморзаводе 17 января 1934 года, вошёл в состав флота 9 декабря 1937 года. Участвовал в Великой Отечественной войне. Высаживал десанты в Феодосии в Керченско-Феодосийской десантной операции, в Южную Озерейку в Новороссийской операции. После войны тральщик участвовал в разминировании акватории Феодосийского залива и Керченского пролива.

## Создание и постройка
Тактико-техническое задание на проект базового тральщика проекта 3 типа «Фугас» было утверждено в 1930 году. Эскизный проект был готов в 1931 году, технический — в 1932 году. Главным конструктором корабля был Г. М. Вераксо. Со стороны Военно-Морского Флота в создание проекта 3 и его модификаций большой вклад внесли В. С. Авдеев, А. Т. Ильичев, И. С. Савицкий. Постройка серии тральщиков была начата на Севастопольском морском заводе № 201 в 1932 году, в 1934 году к строительству дополнительно был привлечён Судостроительный завод имени А. А. Жданова в Ленинграде. Первые корабли проекта 3 вошли в состав флота в 1937 году. Четыре тральщика были включены в состав Балтийского флота и столько же в состав Черноморского флота.
Технические решения, принятые на кораблях проекта 3 были значительным шагом вперёд по сравнению с кораблями этого класса времен Первой мировой войны. Проект 3 послужил прототипом для совершенствования проектов 53, 53У и 58, которые вышли в значительно больших сериях. На тральщики этих проектов возлагались следующие задачи: разведка, контроль и траление фарватеров и минных полей; проводка отдельных кораблей и караванов за тралами; постановка минных полей и борьба с подводными лодками.
Тральщик «Щит» был заложен в Севастополе на Севастопольском морском заводе № 201 17 января 1934 года (заводской № 70), спущен на воду 17 декабря 1935 года, сдан 30 октября 1937 года, на корабле поднят флаг ВМФ 9 декабря 1937 года.

## Конструкция и тактико-технические данные[1]
Базовые тральщики проекта 3 учли опыт строительства и службы тральщиков типа «Клюз» дореволюционной постройки, которые хорошо зарекомендовали себя при тралении. Новый проект имел более эффективное тральное вооружение и усиленную артиллерию. Дополнительно было установлено противолодочное вооружение (глубинные бомбы и бомбосбрасыватели), устройство для приёма и постановки мин. Вместо паровой машины мощностью 500 л. с. применены два дизеля общей мощностью 3000 л. с. Дальность плавания возросла с 400 до 3000 миль.
- Водоизмещение: 500 т.
- Размеры: длина — 62 м, ширина — 7,2 м, осадка — 2,2 м.
- Скорость полного хода: 18 узлов.
- Дальность плавания: 3000 миль (при скорости 16 узлов).
- Силовая установка: дизельные ДВС, 2х1500 л. с., 2 вала.
- Вооружение: 1х1 100-мм орудие Б-24, 1х1 45-мм орудие 21-К, 1 37-мм орудие, 3х1 12,7-мм пулемета, 20 бомб, 27 мин, 46 минных защитников, 1 трал Шульца, 1 параван-трал, 1 змейковый трал.
- Экипаж: 56 чел.

## История службы
25 июля 1939 года кораблю был присвоен тактический номер «Т-404» («БТЩ-404») по общей классификации. 22 июня 1941 года «Щит» находился в составе 1-го дивизиона тральщиков ОВР главной базы в Севастополе. В начале Великой Отечественной войны принял активное участие в тралении фарватеров главной базы после установки немецкой авиацией магнитных мин, находился в дозоре у Севастополя, предварительно пройдя противомагнитную обработку. Конвоировал корабли и транспорты, эвакуировал раненых бойцов и население из зон боевых действий. Доставлял в Одессу боеприпасы, топливо, медикаменты, продовольствие. «Щит» участвовал в эвакуации войск из Одессы. 16 октября 1941 приняв на борт подрывников, одним из последних вышел из Одесского порта. 24 октября совместно с Т-408 «Якорь» участвовал в постановке минного заграждения в Днепровско-Бугском лимане, выставил 27 мин КБ. На них в октябре 1941 года погибли три корабля противника.
Тральщик неоднократно выходил в море для несения дозорной службы на подходах к главной базе флота. В ноябре — декабре «Щит» участвовал в конвоировании транспортов между портами Кавказа и Севастополем.

### Десант в порту Феодосии
29 декабря 1941 года корабль принял участие в десантной операции в порту Феодосии в ходе Керченско-Феодосийской десантной операции. Приняв 450 десантников, тральщик вышел из Новороссийска. Ночью 29 декабря вслед за катерами и эсминцами вошёл в порт Феодосии и под огнем ошвартовался к причалу. Высадив десантников, «Щит» вышел из порта и снял со стоявшего на якоре крейсера «Красный Крым» 300 десантников. В это время снаряд попал в полубак и вывел из строя весь расчет 100-мм орудия. Второй снаряд разорвался у ходового мостика, выведя из строя рулевое управление, машинные телеграфы, средства связи. Многие моряки на ходовом мостике были убиты и ранены. Контуженый командир корабля В. М. Гернгросс, спустился с мостика на палубу и отдавал команды в машину. Удалось перейти на ручное управление рулём. Повреждённый корабль направился в порт и высадил десантников на причал, далее маневрировал на рейде, отражая атаки авиации противника, а вечером 29 декабря ушёл в Новороссийск. Был повреждён огнём вражеской артиллерии, как и все остальные корабли отряда «А» — эсминцы «Шаумян», «Незаможник». Потери на базовом тральщике № 404 «Щит» составили 4 убитых и 11 раненых.
До конца июня 1942 года «Щит» участвовал в конвоировании транспортов, доставлявших в Севастополь войска и воинские грузы и вывозившие в Новороссийск и Туапсе раненых и эвакуируемых. При этом тральщик принимал на борт бойцов и грузы для Севастополя и вывозил раненых. 1 июля Т-404 совместно с Т-412 «А. Расскин» вышел из Новороссийска в Севастополь. В пути приняли радиограмму, в которой сообщалось, что в Камышевую и Стрелецкую бухты входить уже нельзя. Предлагалось подойти в темноте к району 35-й батареи и принять людей. При попытке прорваться в Севастополь корабли были атакованы 12 Ju-88, получили повреждения от близких разрывов авиабомб. Тральщмк снял 33 человека с дрейфующего аварийного гидросамолёта ГСТ-9, в ночь 2-3 июля 1942 года вернулся в Новороссийск. 19 июля 1942 года изменён бортовой номер на «13». 2 августа 1942 корабль вышел из Поти и оказал помощь получившей тяжёлые повреждения подводной лодке «А-2». «Щит» участвовал в обороне Новороссийска. Ночью 18 сентября обстрелял войска противника в районе Станички, выпустил 100 снарядов. В ночь на 19 сентября обстрелял скопление войск и техники противника под Новороссийском. В октябре тральщик участвовал в переброске войск в Туапсе. Утром 17 декабря вышел из Поти в составе эскорта транспорта «Тракторист». В 23.30 конвой был атакован торпедными катерами противника. Атака была отражена огнем кораблей охранения.

### Десанты Новороссийской операции
В феврале 1943 года «Щит» участвовал в высадке десанта в районе Южной Озерейки в составе отряда высадочных средств. 3 февраля в 19.40 «Щит» вышел из Геленджика, ведя на буксире несамоходный болиндер № 2 с танками, рейдовый буксир, сейнер и баркас. В море, в свежую погоду болиндер рыскал и оборвал буксир. Пришлось в темноте на волне заводить трос вновь. В 4.30 в 10 кабельтовых от берега тральщик отдал трос, далее к берегу болиндер повел рейдовый буксир «Геленджик». Тральщик вернулся в Геленджик. 6 февраля 1943 года «Щит» перевозил на плацдарм у Станички (Малую землю) 165-ю стрелковую бригаду, а 8 февраля — 83-ю морскую стрелковую бригаду. Всего он перевёз 1600 бойцов и командиров.
1 ноября 1943 «Щит» в составе эскорта сопровождал танкер «И. Сталин» на переходе из Туапсе в Батуми. В районе мыса Адлер в 3.53 подводная лодка противника безуспешно атаковала танкер. «Щит» совместно с другими кораблями охранения пробомбил место обнаружения лодки, чтобы предупредить её повторный выход в атаку. 11 мая 1944 оказал помощь сторожевому кораблю «Шторм», торпедированному немецкой подводной лодкой U-9. У сторожевика была оторвана корма, «Щит» отбуксировал его в Туапсе.

### Траление баз и акваторий Чёрного моря
В августе 1944 году произвёл контрольное траление у Новороссийска, обеспечив перебазирование крейсеров и эсминцев. 1 сентября 1944 года во главе отряда кораблей с десантом вышел из Одессы и на следующий день вошёл в румынский порт Констанца. Морские пехотинцы захватили румынские корабли и суда. 8 сентября 1944 участвовал в овладении болгарским портом Варна. В ночь на 9 сентября вошёл в порт совместно с катерами МО и торпедными катерами и высадил десант. В ноябре 1944 года выполнил траление входного фарватера Севастополя для обеспечения возвращения эскадры ЧФ в главную базу.
За время войны прошёл 41906 миль, отконвоировал 157 транспортов, перевёз 41000 бойцов и командиров, эвакуировал 2000 раненых, отконвоировал вместе с другими кораблями 377 плавединиц. Провёл 17 транспортов по севастопольским фарватерам, отразил 373 атаки самолётов и сбил один самолёт. Потери 4 убитых и 11 раненых. Указом Президиума Верховного Совета СССР от 6 марта 1945 года за образцовое выполнение боевых заданий командования базовый тральщик Т-404 («Щит») был награждён орденом Красного Знамени. После окончания войны тральщик участвовал в разминировании акватории Феодосийского залива и Керченского пролива, а 7 апреля 1956 года был выведен из боевого состава и переоборудован в опытовое судно, разделан в 1957—1958 годах.

## Командиры корабля[5]
- (на 22 июня 1941 — июнь 1943) капитан-лейтенант В. М. Гернгросс.
- (с 30 июня 1943) старший лейтенант В. В. Гусаков.

- заместитель командира тральщика по политчасти Н. П. Савощенко

## Память
Имя корабля увековечено на «Мемориале героической обороны Севастополя 1941—1942 гг.», сооружённом на площади Нахимова в Севастополе в 1967 году. В Феодосии, на набережной Десантников, в 1982 в память о зенитчиках ЧФ, в том числе тральщика «Шит», принимавших участие в десантной операции, было установлено 37-мм зенитное орудие с борта теплохода «Жан-Жорес» на бетонном постаменте. Было демонтировано в 2004 году и установлено в сквере имени 40-летия освобождения Феодосии от немецко-фашистских захватчиков. Возвращено в 2021 году.